# Lycosa storri
Lycosa storri este o specie de păianjeni din genul Lycosa, familia Lycosidae, descrisă de Mckay, 1973.
Este endemică în Western Australia. Conform Catalogue of Life specia Lycosa storri nu are subspecii cunoscute.